# 澳大利亚网球公开赛女子单打冠军列表
澳大利亞網球公開賽女子單打冠軍列表列出網壇自1968年公開賽年代以後，獲得澳大利亞網球公開賽冠軍及亞軍的女子選手。因1968年4月22日始舉辦首場公開化賽事，1968年的澳網尚未公開化故不列入。
| 年份          | 冠軍                                      | 亞軍                                        | 比分             |
| 1969年        | 考特（Margaret Court）                    | （Billie Jean King）                        | 6–4、6–1         |
| 1970年        | 考特 (2)（Margaret Court）                | 克丽·梅尔维尔·里德（Kerry Melville Reid）   | 6–1、6–3         |
| 1971年        | 考特 (3)（Margaret Court）                | 古拉贡（Evonne Goolagong Cawley）           | 2–6、7–6(0)、7–5 |
| 1972年        | 弗吉尼娅·韦德（Virginia Wade）            | 古拉贡（Evonne Goolagong Cawley）           | 6–4、6–4         |
| 1973年        | 考特 (4)（Margaret Court）                | 古拉贡（Evonne Goolagong Cawley）           | 6–4、7–5         |
| 1974年        | 古拉贡（Evonne Goolagong Cawley）         | （Chris Evert）                             | 7–6(5)、4–6、6–0 |
| 1975年        | 古拉贡 (2)（Evonne Goolagong Cawley）     | （Martina Navrátilová）                     | 6–3、6–2         |
| 1976年        | 古拉贡 (3)（Evonne Goolagong Cawley）     | 雷娜塔·托馬諾娃 (Renáta Tomanová）          | 6–2、6–2         |
| 1977年 (1)[i] | 克丽·梅尔维尔·里德（Kerry Melville Reid） | 黛安·巴莱斯塔（Dianne Fromholtz Balestrat） | 7–5、6–2         |
| 1977年 (2)[i] | 古拉贡(4)（Evonne Goolagong Cawley）      | 海伦·古尔利·考利（Helen Gourlay Cawley）    | 6–3、6–0         |
| 1978年        | 克丽丝·奥尼尔（Chris O'Neil）             | 貝斯·内格爾森（Betsy Nagelsen）             | 6–3、7–6(3)      |
| 1979年        | 芭芭拉·喬丹（Barbara Jordan）             | 莎伦·沃尔什（Sharon Walsh）                 | 6–3、6–3         |
| 1980年        | （Hana Mandlíková）                       | 温迪·特恩布尔（Wendy Turnbull）             | 6–0、7–5         |
| 1981年        | （Martina Navrátilová）                   | （Chris Evert）                             | 6(4)–7、6–4、7–5 |
| 1982年        | （Chris Evert）                           | （Martina Navrátilová）                     | 6–3、2–6、6–3    |
| 1983年        | (2)（Martina Navrátilová）                | 凯茜·乔丹（Kathy Jordan）                   | 6–2、7–6(5)      |
| 1984年        | (2)（Chris Evert）                        | 苏科娃（Helena Suková）                     | 6(4)–7、6–1、6–3 |
| 1985年        | (3)（Martina Navrátilová）                | （Chris Evert）                             | 6–2、4–6、6–2    |
| 1986年        | 没有举行                                  |                                             |                  |
| 1987年        | (2)（Hana Mandlíková）                    | （Martina Navrátilová）                     | 7–5、7–6(7–1)    |
| 1988年        | （Steffi Graf）                           | （Chris Evert）                             | 6–1、7–6(7–3)    |
| 1989年        | (2)（Steffi Graf）                        | 苏科娃（Helena Suková）                     | 6–4、6–4         |
| 1990年        | (3)（Steffi Graf）                        | 費爾南德斯（Mary Joe Fernandez）            | 6–3、6–4         |
| 1991年        | （Monica Seles）                          | （Jana Novotná）                            | 5–7、6–3、6–1    |
| 1992年        | (2)（Monica Seles）                       | 費爾南德斯（Mary Joe Fernandez）            | 6–2、6–3         |
| 1993年        | (3)（Monica Seles）                       | （Steffi Graf)                              | 4–6、6–3、6–2    |
| 1994年        | (4)（Steffi Graf）                        | （Arantxa Sánchez Vicario）                 | 6–0、6–2         |
| 1995年        | （Mary Pierce）                           | （Arantxa Sánchez Vicario）                 | 6–3、6–2         |
| 1996年        | (4)（Monica Seles）                       | 胡貝爾（Anke Huber）                        | 6–4、6–1         |
| 1997年        | （Martina Hingis）                        | （Mary Pierce）                             | 6–2、6–2         |
| 1998年        | (2)（Martina Hingis）                     | 马丁内斯（Conchita Martínez）               | 6–3、6–3         |
| 1999年        | (3)（Martina Hingis）                     | （Amélie Mauresmo）                         | 6–2、6–3         |
| 2000年        | （Lindsay Davenport）                     | （Martina Hingis）                          | 6–2、7–5         |
| 2001年        | （Jennifer Capriati）                     | （Martina Hingis）                          | 6–4、6–3         |
| 2002年        | (2)（Jennifer Capriati）                  | （Martina Hingis）                          | 4–6、7–6(7)、6–2 |
| 2003年        | （Serena Williams）                       | （Venus Williams）                          | 7–6(4)、3–6、6–4 |
| 2004年        | （Justine Henin）                         | （Kim Clijsters）                           | 6–3、4–6、6–3    |
| 2005年        | (2)（Serena Williams）                    | （Lindsay Davenport）                       | 2–6、6–3、6–0    |
| 2006年        | （Amélie Mauresmo）                       | （Justine Henin）                           | 6–1、2–0(退賽)   |
| 2007年        | (3)（Serena Williams）                    | （Maria Sharapova）                         | 6–1、6–2         |
| 2008年        | （Maria Sharapova）                       | （Ana Ivanović）                            | 7–5、6–3         |
| 2009年        | (4)（Serena Williams）                    | 萨芬娜（Dinara Safina）                     | 6–0、6–3         |
| 2010年        | (5)（Serena Williams）                    | （Justine Henin）                           | 6–4、3–6、6–2    |
| 2011年        | （Kim Clijsters）                         | 李娜（Li Na）                               | 3–6、6–3、6–3    |
| 2012年        | （Victoria Azarenka）                     | （Maria Sharapova）                         | 6–3、6–0         |
| 2013年        | (2)（Victoria Azarenka）                  | 李娜（Li Na）                               | 4–6、6–4、6–3    |
| 2014年        | 李娜（Li Na）                             | （Dominika Cibulkova）                      | 7–6(3)、6–0      |
| 2015年        | (6)（Serena Williams）                    | （Maria Sharapova）                         | 6–3、7–6(5)      |
| 2016年        | （Angelique Kerber）                      | （Serena Williams）                         | 6–4、3–6、6–4    |
| 2017年        | (7)（Serena Williams）                    | （Venus Williams）                          | 6–4、6–4         |
| 2018年        | 卡露蓮·禾絲妮雅琪（Caroline Wozniacki）   | 西莫娜·哈勒普（Simona Halep）               | 7–6(2)、3–6、6–4 |
| 2019年        | 大坂直美（1）（Osaka Naomi）              | 佩特拉·克維托娃（Petra Kvitová）            | 7–6(2)、5–7、6–4 |
| 2020年        | 索菲亞·科寧（Sofia Kenin）                | 加比涅·穆古魯薩（Garbiñe Muguruza Blanco）  | 4–6、6–2、6–2    |
| 2021年        | 大坂直美（2）（Osaka Naomi）              | 珍妮弗·布雷迪(Jennifer Brady)               | 6–4、6–3         |
| 2022年        | 阿什莉·巴蒂（Ashleigh Barty）             | 丹妮爾·柯林斯（Danielle Collins）           | 6–3, 7–6(2)      |
| 2023年        | 阿丽娜·萨巴伦卡（Aryna Sabalenka）        | 伊莲娜·莱巴金娜（Elena Rybakina）           | 4–6, 6–3, 6–4    |
| 2024年        | 阿丽娜·萨巴伦卡（2）（Aryna Sabalenka）   | 郑钦文（Qinwen Zheng）                      | 6–3, 6–2         |
| 2025年        | 麥迪遜·基絲                               | 阿丽娜·萨巴伦卡                             | 6–3, 2–6, 7–5    |

1. 1 2  因俄罗斯入侵乌克兰事件，白俄罗斯球员只能以中立方式参赛。

### 澳大利亚网球公开赛其他賽事冠軍
- 澳洲網球公開賽女子雙打冠軍列表
- 澳洲網球公開賽男子單打冠軍列表
- 澳洲網球公開賽男子雙打冠軍列表
- 澳洲網球公開賽混合雙打冠軍列表

### 其他大滿貫賽事女子單打冠軍
- 法國網球公開賽女子單打冠軍列表
- 溫布頓網球錦標賽女子單打冠軍列表
- 美國網球公開賽女子單打冠軍列表